# 1998 US24
1998 US24 är en trojansk asteroid i Jupiters lagrangepunkt L4. Den upptäcktes 18 oktober 1998 av LONEOS vid Anderson Mesa Station.
Asteroiden har en diameter på ungefär 33 kilometer.